# Municipio de Kent (Dakota del Sur)
El municipio de Kent (en inglés: Kent Township) es un municipio ubicado en el condado de Edmunds en el estado estadounidense de Dakota del Sur. En el año 2010 tenía una población de 29 habitantes y una densidad poblacional de 0,31 personas por km².

## Geografía
El municipio de Kent se encuentra ubicado en las coordenadas 45°17′40″N 98°55′9″O / 45.29444, -98.91917. Según la Oficina del Censo de los Estados Unidos, el municipio tiene una superficie total de 93.36 km², de la cual 92,61 km² corresponden a tierra firme y (0,8 %) 0,75 km² es agua.

## Demografía
Según el censo de 2010, había 29 personas residiendo en el municipio de Kent. La densidad de población era de 0,31 hab./km². De los 29 habitantes, el municipio de Kent estaba compuesto por el 100 % blancos. Del total de la población el 0 % eran hispanos o latinos de cualquier raza.